# Stakksfjörður
Stakksfjörður är en vik i republiken Island.   Den ligger i regionen Suðurnes, i den sydvästra delen av landet, 30 km sydväst om huvudstaden Reykjavík.
Inlandsklimat råder i trakten. Årsmedeltemperaturen i trakten är 2 °C. Den varmaste månaden är juli, då medeltemperaturen är 12 °C, och den kallaste är februari, med −5 °C.